# La Pacaudière
La Pacaudière é uma comuna francesa na região administrativa de Auvérnia-Ródano-Alpes, no departamento de Loire. Estende-se por uma área de 20,61 km². Em 2010 a comuna tinha 1 083 habitantes (densidade: 52,5 hab./km²).